# Runenstein von Kingittorsuaq

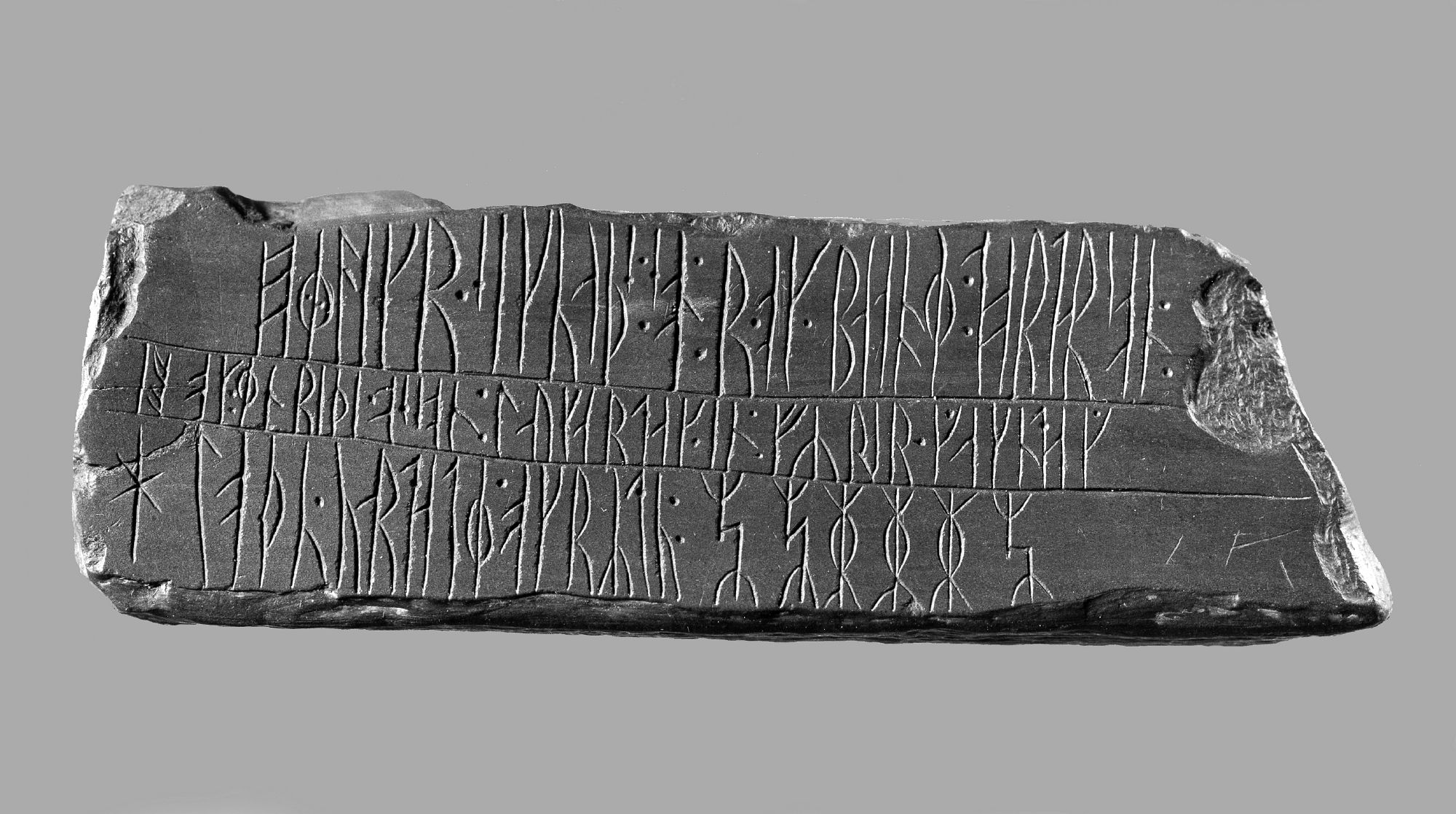
Runenstein von Kingittorsuaq

Der Runenstein von Kingittorsuaq (nach alter Rechtschreibung Kingigtorssuaĸ) ist unter der Nr. GR 1 im Rundata-Katalog für Grönland aufgeführt.

## Geschichte
Der etwa 10 cm lange Runenstein aus Glimmerschiefer wurde 1824 durch den Jäger Pelimut (Filemon) aus Upernavik in einer Gruppe von drei als gleichseitiges Dreieck errichteten Steinhaufen auf dem Gipfel eines Berges auf der Insel Kingittorsuaq im Nordwesten Grönlands gefunden, den er als Aussichtspunkt nutzte. Er versuchte den Stein abzugeben, aber keiner zeigte Interesse. Im Sommer desselben Jahres kam Wilhelm August Graah nach Upernavik und erhielt den Stein, den er mit nach Kopenhagen nahm. Das Dänische Nationalmuseum, in dessen Besitz sich der Runenstein noch heute befindet, dankte Pelimut mit 2 Rigsdalern. Noch im selben Jahr wurde der Runenstein von Rasmus Rask untersucht und gedeutet, worin er Bestätigung von Finnur Magnússon erhielt. Es wurde ein Kupferstich des Runensteins angefertigt, der an den Runologen Gísli Brynjólfsson und den Missionar in Aasiaat Peder Kragh geschickt wurde. Letzterer reiste daraufhin im Juli 1825 nach Upernavik, um Pelimut nach den Hintergründen des Funds zu befragen. Gemeinsam mit Pelimut, drei anderen Grönländern sowie dem Handelsassistenten Claudius Andreas Stephensen reiste er am 11. August nach Kingittorsuaq. Der Stein wird ins Mittelalter zwischen 1250 und 1333 datiert.

## Inschrift
Transliteration der Inschrift:
: el=likr : sikuaþs : so=n:r : ok : baan=ne : torta=r son : | : ok : enriþi : os son : la=ukardak:in : fyrir : gakndag | hlopu : ua=rda te : ok rydu :
Altnordische Transkription:
Erlingr Sigvatssonr ok Bjarni Þórðarson ok Eindriði Oddsson laugardaginn fyrir gangdag hlóðu varða þe(ssa) ok ryðu
Die deutsche Übersetzung des Textes auf dem Stein lautet:
Erlingr Sigvarðsson und Bjarni Þórðarson und Eindriði Oddsson [möglicherweise auch Ásson], errichteten diesen Steinhaufen am Samstag vor dem Bitttag, und fuhren…
Der letzte Teil der Runeninschrift ist eine Gruppe aus sechs unidentifizierbaren Zeichen, die einige für eine geheime Botschaft halten.
Der Bitttag (Rogation) ist der 25. April. So früh im Jahr können die Männer nicht nach Kingittorsuaq, weit nördlich ihrer Siedlungen, gesegelt sein. Sie müssen in der Gegend überwintert haben.